# Othmar Franz Lang
Othmar Franz Lang (* 8. Juli 1921 in Wien; † 2005), Pseud. Bryan S. Buckingham, Hannes Hofer, war ein österreichischer Schriftsteller, der insbesondere als gesellschaftskritischer Jugendbuchautor bekannt wurde.
Lang war gelernter Drogist und arbeitete nach dem Wehrdienst als Dramaturg, Reporter, Redakteur und in mehreren anderen Berufen. Seit 1953 war er freier Schriftsteller. Er schrieb über 60 Bücher, die in 18 Sprachen übersetzt wurden.
Lang wurde unter anderem mit dem Österreichischen Staatspreis für Kinder- und Jugendliteratur (1961), dem Kinder- und Jugendbuchpreis der Stadt Wien (1955) und dem Sonderpreis zum Deutschen Jugendliteraturpreis ausgezeichnet.Othmar Franz Lang machte in den 1990er Jahren sein erstes Debüt als Romanautor, doch rasch wird er als kritischer Beobachter der modernen Gesellschaft anerkannt. Er schrieb viele Bücher und beschrieb stark die Bedingungen, unter denen der Mensch in extremen Situationen überleben kann, was sein Überleben in Zeiten der verheerenden sozialen, politischen und moralischen Krisen ist. Die Romane des Autors sind in ihrer Grundstimmung düster und oft apokalyptisch, und die wichtigsten Themen sind offenbar die Frage des Überlebens, die Schuld und die Entpuppung der Persönlichkeit des modernen Menschen. In der Arbeitsweise von Othmar Franz Lang sind seine Figuren auch immer mit sich selbst und mit ihrem Leben zerrissen und erheben damit einen wesentlichen Teil des literarischen Reizes.

## Werke
- 1954: Campingplatz Drachenloch
- 1954: ... und sie fand heim!
- 1955: Die Männer von Kaprun
- 1960: Die Erfindungen des Felix Hilarius: Ein heiterer Flunkerroman
- 1962: Ein Garten, bunt wie die Welt
- 1963: Vielleicht in fünf, sechs Jahren...
- 1962: Der andere Herr Karl
- 1966: Rache für Königgrätz
- 1974: Das Haus auf der Brücke. Die Geschichte einer lustigen Familie, mit Illustrationen von Rolf Rettich und Margret Rettich. Arena Taschenbuch 1977, ISBN 3-401-01313-0.
- 1974: Warum zeigst du der Welt das Licht?
- 1975: Wenn du verstummst, werde ich sprechen
- 1975: Regenbogenweg
- 1975: Alle lieben Barbara
- 1978: Meine Spur löscht der Fluss
- 1979: Armer, armer Millionär
- 1981: Geh nicht nach Gorom-Gorom
- 1982: Perlhuhn und Geier
- 1982: Flattertiere wie Vampire, als Taschenbuch: Knaur, München 1984, ISBN 3-426-02263-X.
- 1983: Wo gibt's heute noch Gespenster
- 1983: Nessie und die Geister der MacLachlan
- 1984: Hexenspuk in Wokingham
- 1986: Komm zu den Schmetterlingen
- 1986: Münchhausens Enkel
- 1991: Hetzjagd
- 1993: Hungerweg – Von Tirol zum Kindermarkt nach Ravensburg
- 1995: Bruderherz
- 1996: Steffi braucht einen Hund
- 1998: Sebastian, der Elternschreck
- 1999: Der Coole